# Blaesoxipha lapidosa
Blaesoxipha lapidosa är en tvåvingeart som beskrevs av Thomas Pape 1994. Blaesoxipha lapidosa ingår i släktet Blaesoxipha och familjen köttflugor.
Artens utbredningsområde är Ungern. Arten är reproducerande i Sverige. Inga underarter finns listade i Catalogue of Life.